# Distretto di Yingdong
Il distretto di Yingdong (颍东区S, Yǐngdōng QūP) è un distretto della Cina, situato nella provincia dell'Anhui.